# Vivencias
Vivencias es el 11⁰ álbum de estudio grabado por la cantautora mexicana Ana Gabriel. Fue lanzado al mercado en 1996 bajo el sello discográfico Columbia. El álbum contó con la producción de la propia cantante. La canción más destacada del álbum es "No Te Hago Falta" que repite el éxito ya obtenido en temas como "Simplemente amigos", "Quién como tú" y "Luna".

## Lista de Canciones
| CD  |                                        |          |  |
| N.º | Título                                 | Duración |  |
| 1.  | «No Te Hago Falta»                     | 4:59     |  |
| 2.  | «Es Tarde Ya»                          | 4:11     |  |
| 3.  | «Solo Fantasía (Como Imaginar)»        | 5:18     |  |
| 4.  | «Yo No Te Dije Adiós»                  | 3:54     |  |
| 5.  | «Fue En Un Café (Under The Boardwalk)» | 3:33     |  |
| 6.  | «No Sabes»                             | 3:51     |  |
| 7.  | «Miedo»                                | 3:29     |  |
| 8.  | «Esta Noche»                           | 3:25     |  |
| 9.  | «Tu No Te Imaginas»                    | 3:43     |  |
| 10. | «Que Hare Sin Ti»                      | 3:18     |  |
| 11. | «Under The Boardwalk»                  | 3:33     |  |